# Турсунов, Валерий Юлдашевич
Валерий Юлдашевич Турсунов (23 августа 1954, Куляб, Таджикская ССР, СССР) — советский футболист, нападающий. Мастер спорта СССР (1982), Заслуженный тренер Таджикской ССР (1989).

## Биография
Родился в интернациональной семье — отец таджик, мать русская. С детства был увлечен футболом, много играл во дворе.
Занимался в футбольной ДЮСШ, был участником финальных соревнований турнира «Кожаный мяч» в 1965 году. В студенческие годы Турсунов играл за команду Политехнического института, где учился. Оттуда он попал в поле зрения селекционеров душанбинского «Памира» и в 18 лет перешел в дубль «Памира». При этом продолжал совмещать тренировки и игры с учебой.
В 1974 году в выездной игре против кутаисского «Торпедо» впервые вышел в основе «Памира». Дебют получился удачным — Турсунов стал автором двух забитых мячей в ворота Отара Габелии.
Всю карьеру в первенстве СССР провёл в 1974—1988 годах в команде первой лиги «Памир» Душанбе. Провёл 542 игры, забил 173 мяча.
В 1988 году помог команде подняться в высшую лигу, однако уже на следующий год завершил карьеру игрока из-за хронической травмы спины и перешел на тренерскую работу в родном клубе.
В середине 1990 года вместе с Александром Азимовым уехал играть за австрийский клуб 2-го дивизиона «Аустрию» Клагенфурт. В зимнее межсезонье сезона 90/91 перешел в клуб 3-го дивизиона «Клопайнерзее», а летом 1991 окончательно завершил карьеру игрока.
В 1991 году вернулся на тренерскую работу в «Памир».
В 1996—2013 годах с перерывом работал вице-президентом Федерации футбола Таджикистана.